# Pietonul văzduhului
Pietonul văzduhului (franceză: Le Piéton de l'air) este o piesă de teatru absurd scrisă în limba franceză de Eugen Ionescu.  Piesa a fost compusă în anul 1962 și a fost pusă prima dată în scenă anul viitor la Düsseldorf .  